# 1900 Katyusha
Az 1900 Katyusha (ideiglenes jelöléssel 1971 YB) a Naprendszer kisbolygóövében található aszteroida. Tamara Szmirnova fedezte fel 1971. december 16-án.